# لي هوانغ مينديز
لي هوانغ مينديز هي لاعبة تنس الطاولة صينية، ولدت في 14 أغسطس 1982 في سيتشوان في الصين.

## وصلات خارجية
- لي هوانغ مينديز على موقع أوليمبيديا (الإنجليزية)